# Synanceia
Genre
Synanceia est un genre de poissons de la famille des Synanceiidae (anciennement Scorpaenidae).

## Description et caractéristiques
Ce sont des poissons trapus qui vivent posés sur le fond, dissimulés grâce à leur peau qui imite une roche couverte d'algues. Ils chassent à l'affut avec une attaque extrêmement rapide, et sont équipés d'aiguillons venimeux pour se défendre des prédateurs, extrêmement dangereux pour l'Homme. 

## Liste des espèces
Selon World Register of Marine Species (25 octobre 2024) :
- Synanceia alula Eschmeyer & Rama-Rao, 1973
- Synanceia horrida (Linnaeus, 1766)
- Synanceia nana Eschmeyer & Rama-Rao, 1973
- Synanceia platyrhynchus Bleeker, 1874
- Synanceia quinque Matsunuma, Manjaji- Matsumoto & Motomura, 2021
- Synanceia verrucosa Bloch & Schneider, 1801 -- Poisson-pierre

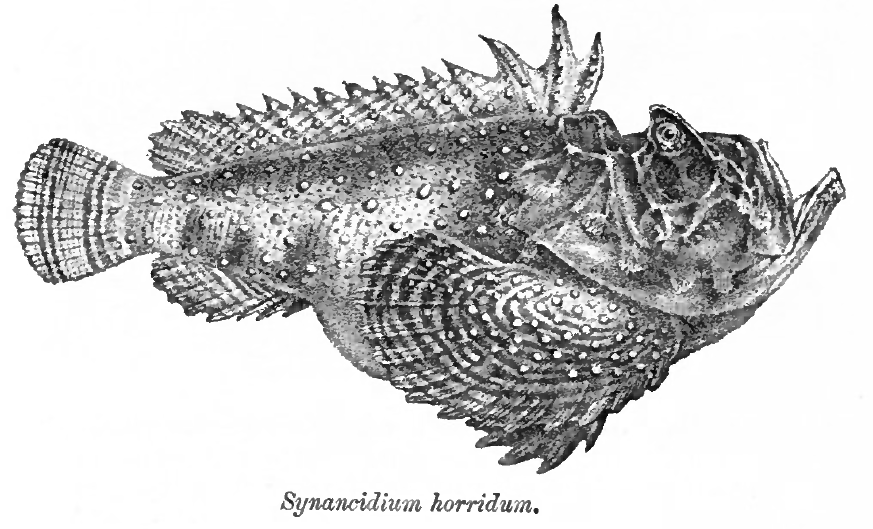
Synanceia horrida
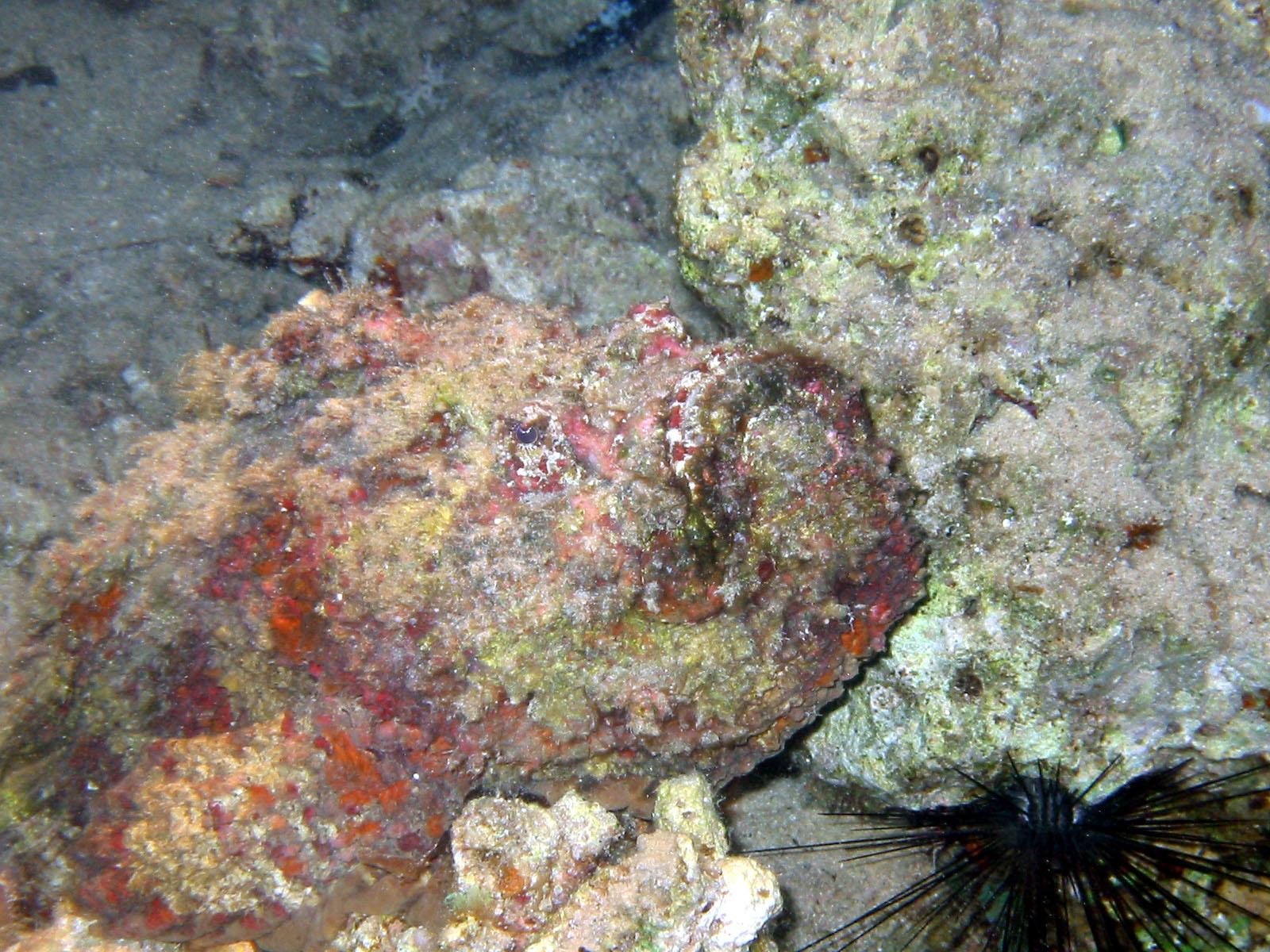
Synanceia nana
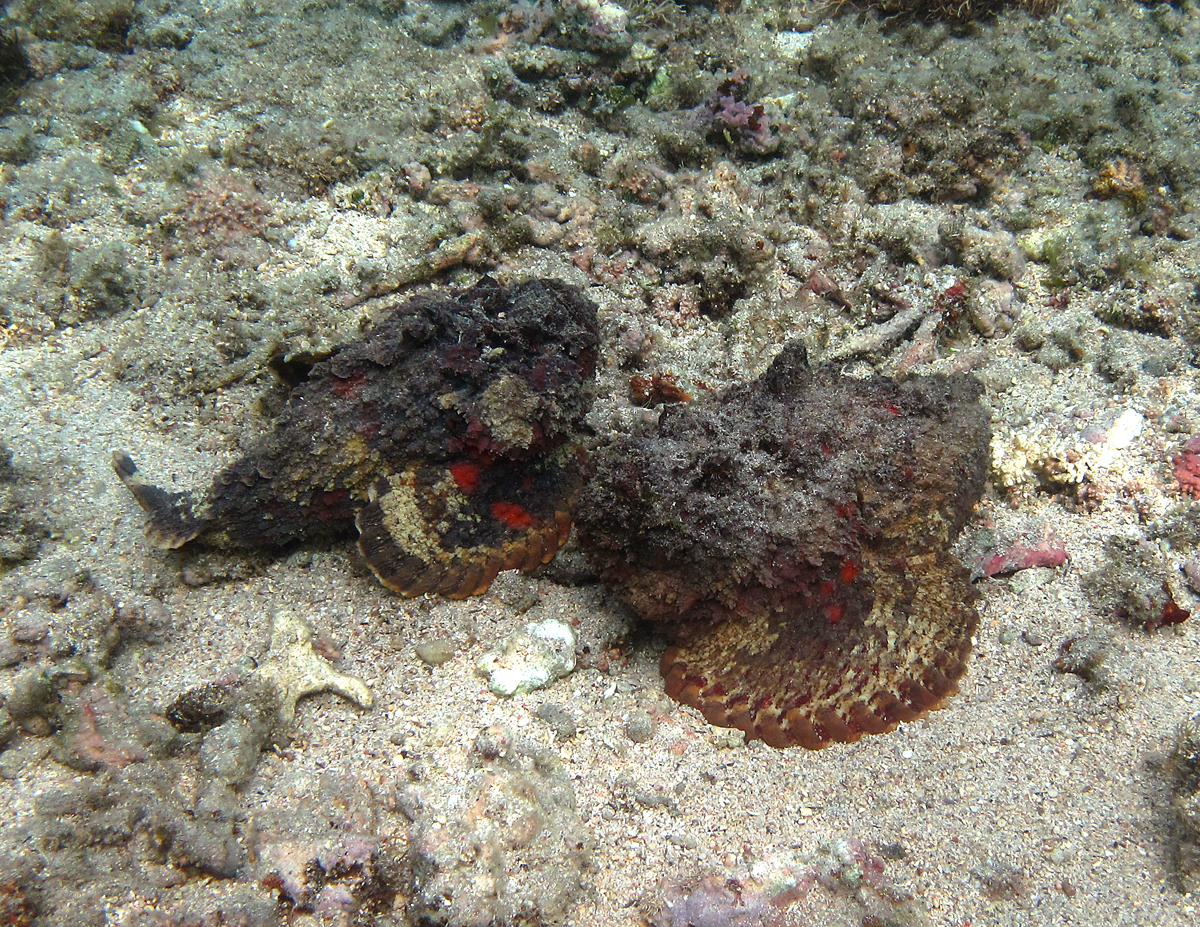
Synanceia verrucosa